# Rue (Nordfyns Kommune)
 For alternative betydninger, se Rue. (Se også artikler, som begynder med Rue)
Rue er en landsby på Nordfyn med under tohundrede indbyggere (2011). Rue er beliggende fem kilometer sydvest for Søndersø og 16 kilometer nordvest for Odense. Byen tilhører Nordfyns Kommune og er beliggende i Region Syddanmark. Rue tilhører Vigerslev Sogn.
|  | Denne artikel om lokaliteten Rue (Nordfyns Kommune) kan blive bedre, hvis der indsættes et (bedre) billede. Du kan hjælpe ved at afsøge Wikimedia Commons for et passende billede eller lægge et op på Wikimedia Commons med en af de tilladte licenser og indsætte det i artiklen. |

55°27′17″N 10°12′35″Ø / 55.45472°N 10.20983°Ø